# Typ 1 Ho-Ha
Der Typ 1 Ho-Ha (japanisch 一式半装軌装甲兵車 ホハ Isshiki Hansōki Sōkō Heisha Ho-Ha, dt. „Typ-1-Halbketten-Panzerfahrzeug“) war ein japanisches Halbkettenfahrzeug, das 1941 (Kōki 2601, daher die Typbezeichnung) vom Kaiserlich Japanischen Heer eingeführt wurde.

## Geschichte
Seit 1937 führten die Streitkräfte des Japanischen Kaiserreiches den Zweiten Japanisch-Chinesischen Krieg. Durch die Überbrückung großer Distanzen sah sich das Heer immer mehr gefordert, seine Infanterie in gepanzerten Mannschaftstransportwagen ins Kampfgebiet zu bringen. Die bis dato verwendeten Fahrzeuge hatten nicht überzeugt und so wurde 1941 die Forderung nach einem gepanzerten Fahrzeug laut, das sowohl eine Gruppe Soldaten transportieren konnte, als auch als Zugmaschine einsetzbar war. Inspiriert durch den deutschen Schützenpanzerwagen Sd.Kfz. 251 präsentierte Hino Motors 1941 den Typ 1 Ho-Ha. Parallel dazu wurde der Typ 1 Ho-Ki entwickelt, der prinzipiell die gleichen Anforderungen erfüllte, jedoch ausschließlich ein Kettenfahrzeug war.

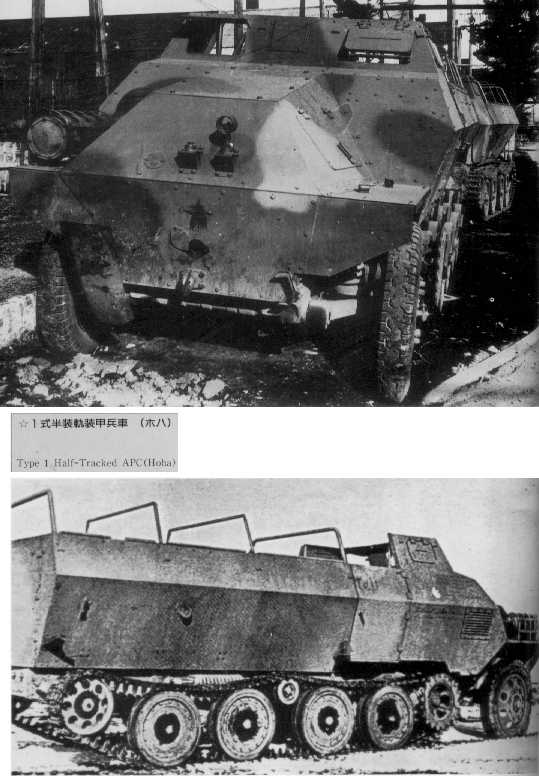
Front und Seitenansicht des Typ 1.

Obwohl mit drei 7,7-mm-Maschinengewehren Typ 97 ausgestattet verlor das Heer wegen der fehlenden Offensivkraft des Fahrzeuges das Interesse an diesem. Die Produktion wurde 1942 stark gedrosselt und erst 1944 wieder aufgenommen. Durch Materialengpässe im Kaiserreich Japan kam es jedoch nie zu einer nennenswerten Produktion.

## Technik
Wie sein deutsches Vorbild wurde das Fahrzeug nicht nur mit den nicht angetriebenen und ungebremsten Vorderrädern gelenkt, sondern auch durch das einseitige Bremsen einer Kette. Der 99 kW starke Dieselmotor war dem Typ 98 So-Da entnommen. Die Besatzung des Fahrzeugs bestand aus drei Mann. Zusätzlich konnten 12 Soldaten aufgenommen werden, die im hinteren Raum auf zwei längsseits angebrachten Bänken Platz nehmen konnten und sich während der Fahrt gegenübersaßen. Hinter dem Fahrerhaus waren zu beiden Seiten Türen angebracht, durch die die Besatzung ein- und aussteigen konnte. Zusätzlich besaß der Typ 1 am Heck zwei Flügeltüren. Zwei Sockel für das Anbringen von MGs waren über dem Fahrerhaus angebracht. Die dort angebrachten MGs hatten jedoch einen geringen Seitenrichtbereich und konnten nur eine kleine Fläche mit MG-Feuer abdecken. Ein weiterer MG-Sockel befand sich am Heck.

## Einsätze
Obwohl 1941 eingeführt dauerte es bis 1944, bis die japanischen Panzerdivisionen das volle Potenzial des Typs 1 Ho-Ha erfassten. Die ersten Ho-Has wurden nach China verschifft, wo sie bis zum Ende des Krieges im Einsatz blieben. Weitere Exemplare wurden auf die Philippinen gebracht, wo sie sich bewährten und gute Geländegängigkeit zeigten. Einzig der geringe Seitenrichtbereich der MGs hemmte die Effektivität beim Bekämpfen von beweglichen Zielen.
Die zuletzt in Japan produzierten Typ 1 verblieben bis zum Kriegsende 1945 in Japan und wurden danach für zivile Zwecke (Wiederaufbau, Abfallbeseitigung) eingesetzt.